# 好爸爸
好爸爸（英語：Good Ba Ba），是一匹曾在香港和澳洲出賽的已退役賽駒，來港後練馬師先後包括苗禮德、黃汝安、薛達志、告達理和鄭俊偉，爲2005/2006馬季香港國際馬匹拍賣會特別獎金得主、2007/2008馬季最受公眾歡迎馬匹、最佳一哩馬和香港馬王、2008/2009馬季最佳一哩馬，以及2010/2011馬季終身成就獎得主。「好爸爸」曾為香港一哩紀錄保持者（紀錄直至在2018年11月18日被另一香港馬王「美麗傳承」所破）。競賽生涯中四勝國際一級賽。

## 競賽生涯

### 出賽前
2002年在美國出生。2003年9月，在美國堅蘭周歲拍賣會上被香港賽馬會購入，拍賣價為85,000美元。然後2004年香港國際馬匹拍賣會亮相，編號是Lot18，被馬主袁仕傑以拍賣價170萬賣出，賽後袁仕傑把牠交到苗禮德訓練，不過在未出賽之前已轉倉至黃汝安。袁仕傑曾表示因為與練馬師苗禮德不太熟落而轉倉至黃汝安。

### 2004-05年馬季
好爸爸首次上陣是3月5日的1000米新馬賽，輕鬆取勝，並於4月9日取得連勝兩場勝利。賽後被馬會評為74分，可以在3班作賽。在三班的第一場賽事出戰1400米，最後只得第四，再於精英班賽事新馬短途錦標勝出，在新馬群中表現非常出色，因此贏得冠軍人馬獎中的最佳新馬的榮譽。

### 2005-06年馬季
好爸爸在香港第二個馬季表現穩定，不過要在第四場賽事才取得勝利，季初三戰1400米分別取得第二、第四及第六，第四場賽事增程1600米，在比賽中留守外疊，直路上抽出外欄，在最後二百米取得領先優勢，結果以3 3/4個馬位擊敗了喜德寶，升上二班作賽。之後在1600米賽事取得第二，然後再度增程2000米取得第六。好爸爸其後獲得2006年香港打吡大賽參賽資格。不過在最後直路沒有反應，只能以第八名完成比賽。4月23日再次出戰2000米賽事，最後只得第三。

### 2006-07年馬季
2006-07年上半季由杜鵬志主理，在9月16日一場一班1600米賽事中取得勝利，跟著連續挑戰兩場一班盃賽，在婦女銀袋賽取得第二，然後在樂聲盃取得第五。
2007年起好爸爸轉倉薛達志訓練，並由騎師杜利萊主理。首先在1月20日在一班賽事勝出，然後贏得賀年盃。跟著出戰二級賽主席錦標，即使大熱門好利威，最後憑較佳的走勢壓倒對手。後來挑戰冠軍一哩賽，被領放馬步步穩控制步速，好爸爸在直路衝刺無力，最後僅得第五。6月首次在外地比賽，出戰東京競馬場舉行安田紀念賽，由冼毅力策騎，跑回一席第七，是四駒代表香港馬匹之中成績最好的一匹。

### 2007-08年馬季

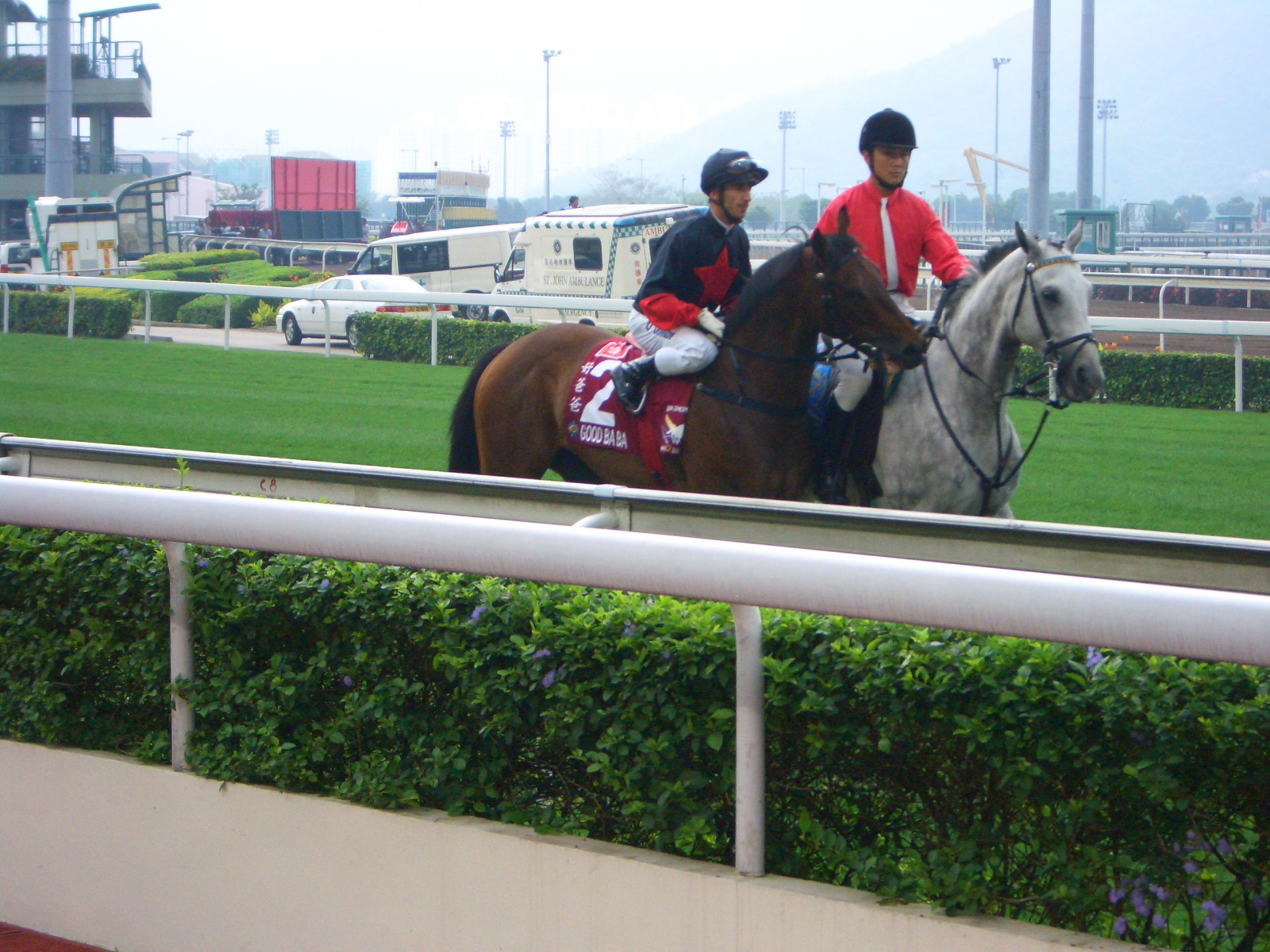
出戰冠軍一哩賽的好爸爸

2007年，好爸爸的第一場比賽是沙田錦標，最後階段與紙醉金迷力拼，但是以短距離不敵跑第二。11月18日香港一哩預賽擊敗俊歡騰等一眾對手勝出。接著參加香港一哩錦標，沿途留守中間位置，最後200米帶出與奇速達力拼，最後以馬頭位擊敗對手。2008年先在董事盃再度擊敗俊歡騰及爆冷，賽後表明迴避香港金盃，出戰女皇銀禧紀念盃。在女皇銀禧紀念盃面對香港短途錦標冠軍蓮華生輝，但是蓮華生輝在直路受困，而好爸爸則輕鬆彈出，到最後五十米蓮華生輝才挑戰好爸爸，但是後上已經太遲，結果好爸爸勝出此賽事。之後好爸爸出戰冠軍一哩賽，最後一百米已經輕鬆彈離嘗試挑戰牠的好利威，並以一個馬位優勢帶回終點
2008年6月，一再度出戰安田紀念賽，賽前曾因為騎師杜利萊前往新加坡客串時被當地賽馬會驗出禁藥，曾打算杜利萊無法出戰日本，取消出戰日本的計劃，最後日本中央競馬會獲准杜利萊獲戰在日本出賽。與好利威及牛精福星出發前往日本出賽。在比賽中轉至直路一度上前，但是最後乏之無術，只能以第十七名過終點。雖然遠征日本大敗，但是在港的成績足以使他順利當選冠軍人馬獎的香港馬王、最佳一哩馬以及最受公眾歡迎馬匹。

### 2008-09年馬季
雖然好爸爸獲參與育馬者盃一哩大賽資格，季前薛達志表明放棄遠征，集中應付香港比賽。10月26日出戰三級賽沙田錦標，雖然被捧成大熱門（比賽前最後數分鐘被友誼至上取代），但是馬主賽前對此賽事看淡。結果最後一段的後上只能跟隨主馬群得一席第六。然後香港一哩錦標預賽，成為大熱門，比賽留得包尾太後，曾一被落後領放馬超過10個馬位，最後追不過一直領放的再領風騷，在終點前僅僅未能超越勝眼光取得季軍。
好爸爸出戰預賽後，已獲參與香港一哩錦標的資格。賽前記者會馬主袁仕傑表示，因與騎師杜利萊不和，不滿在上次策騎留太後，最後決定改由蘇銘倫策騎。在比賽當日，好爸爸在最後二百米輕鬆帶出，打破馬場紀錄時間連續贏得香港一哩錦標。好爸爸角逐1月24日舉行的董事盃，輕鬆取得勝利。賽後放棄出戰杜拜免稅店盃，以香港賽事為重心。好爸爸在女皇銀禧紀念盃成為大熱門，到最後200米才開始發力，但再次不敵採用放頭帶先的再領風騷僅得亞軍。4月26日出戰冠軍一哩賽，蘇銘倫在最後二百米左右掉下鞭子，後追下只得第四，事後蘇銘倫指變化場地不利馬匹發揮。

### 2009-10年馬季
馬主決定在該季轉至告達理馬房，原因是季初兩場敗戰以及在董事盃後未能勝出賽事所固。在申請轉倉時馬主袁仕傑已經成為傳媒採訪焦點，解釋轉倉的原因。有傳媒向當時身在德國的薛達志查詢此事，表示對此事毫不知情，亦指出馬主轉倉理由不充份。8月10日馬會批准好爸爸及同主馬我愛您轉倉到告達理馬房。8月27日告達理決定此馬由杜利萊主理。好爸爸今季的第一場賽事是10月25日舉行的沙田錦標，後上反應一般，最後以第七名完成賽事。第二戰的香港一哩錦標預賽，步速夠衝，在最後僅超越步步穩奪得季軍。
好爸爸在香港一哩錦標受到初跑一哩的大熱門鳥語花香挑戰，但是好爸爸後勁凌厲，輕鬆超越對手勝出，成為首匹勝出三場香港國際賽事的馬匹。賽後告達理稱馬匹出腳慢可以應付更長距離的賽事。
2010年1月31日角逐董事盃，雖然仍是大熱門，但排12檔不利檔位，賽事落後多個馬位，在直路如以往後上，可是不敵另外兩頭後上馬友誼至上及自由好跑第三，未能三度衛冕這項賽事。賽事的策騎指示為讓好爸爸留在尾三、四位置，但是杜利萊沒有讓練馬師指示，留在閒話一句後方，遙遙落後前列馬，如果好爸爸留前些許，杜利萊認為馬匹全程望空，無法找到遮擋，馬匹將在外疊角逐。結果因為杜利萊及告達理之間的罵戰，杜利萊再次失去策騎權，2月28日舉行的香港金盃將由都爾策騎，同樣後上有點遲取得第四。
賽後宣佈角逐阿聯酋美丹馬場舉行的杜拜免稅店盃，考慮到馬偉昌在杜拜策騎經驗較多，決定由馬偉昌執韁。3月27日賽事當日，與平常一樣留後，但今次仍能留在主馬群之後，轉自最終直路時馬匹受困，未能望空，當馬匹望空時，已經維時已晚。接著返回一哩路程的賽事，再次在冠軍一哩賽角逐，不過後上反應一般只得第八，仍未消化遠征外地的水土適應問題。

### 2010-11年馬季

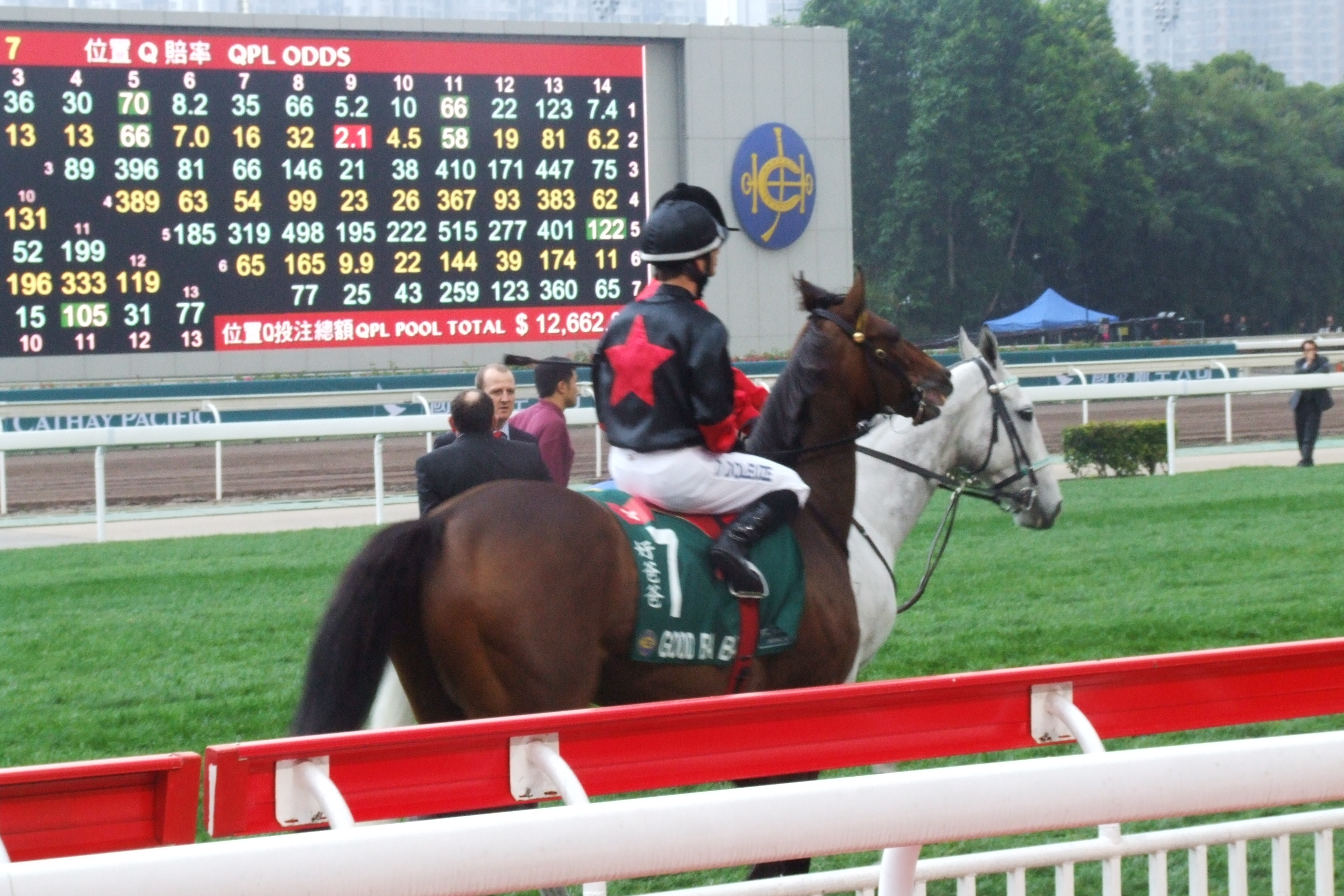
第四度角逐香港一哩錦標的好爸爸。

轉投鄭俊偉馬房後，成績未有進步，首場賽事是國慶盃，後上反應一般，只得第八。然後再於馬會一哩錦標跑第八後，接著在香港一哩錦標只能跑第十，未能成功四奪香港一哩錦標。2011年1月30日角逐董事盃，換上勞愛德策騎，馬匹跟前，在直路反應不差，惟未有機會超越前列對手，以第六名完成。接著在女皇銀禧紀念盃，改由莫狄策騎，雖然只得第七，但所負不遠。
在香港退後前好爸爸傳出在澳門或新加坡服役。之後馬主袁仕傑質疑鄭俊偉能力更因此舌戰，在7月10日舉行的歡送儀式上反而換來馬迷噓聲。

### 2011-12年馬季
然而馬主袁仕傑並沒有遵守其承諾，好爸爸於12月6日抵達澳門服役，並交由摩加利訓練。此舉引起馬迷爭議，香港賽馬會行政總裁應家柏得知消息後也感到失望，目前仍未命名，打算以澳門三級賽新葡京盃為目標。後來因傷未能復出，最後於2012年8月27日再度退役。

### 2012-13年馬季
當馬迷認為好爸爸會於2012-13賽季退役之時，馬主袁仕傑卻把年屆十一歲的好爸爸送往澳洲服役，並交由練馬師Rick Hore-Lacy訓練。根據澳洲賽馬網指出，好爸爸在最近一次（12月3日）試閘，在五匹馬中跑第一。2013年3月22日出戰澳洲一級賽 William Reid Stakes，與已經23戰全勝的魚子精華同場較勁，好爸爸轉入直路前已遭開鞭催策，可惜無甚反應。結果魚子精華輕鬆勝出，延續24戰全勝佳蹟。好爸爸卻大敗8.8馬位包尾而回，令人有英雄遲暮之感，不勝唏噓。在2013年3月26日，好爸爸終於宣告退役。

## 詳細賽績
| 日期       | 馬場 | 距離   | 級別 | 賽事名稱               | 負重   | 騎師   | 出馬 | 名次 | 時間      | 距離   | 冠軍（亞軍） |
| ---------- | ---- | ------ | ---- | ---------------------- | ------ | ------ | ---- | ---- | --------- | ------ | ------------ |
| 5/3/2005   | 沙田 | 草1000 |      | 新馬平磅賽             | 125    | 韋達   | 10   | 1    | 58.4      | 3/4    | （幸運派彩） |
| 9/4/2005   | 沙田 | 草1200 |      | 新馬平磅賽             | 132    | 韋達   | 11   | 1    | 1:09.7    | 頸位   | （拖肥糖）   |
| 21/5/2005  | 沙田 | 草1000 |      | 第三班讓賽             | 123    | 韋達   | 14   | 4    | 57.8      | 3 1/2  | 有資格       |
| 12/6/2005  | 沙田 | 草1200 |      | 新馬短途錦標（精英班） | 129    | 韋達   | 14   | 1    | 1:09.2    | 1/2    | （永利好）   |
| 9/10/2005  | 沙田 | 草1400 |      | 第三班讓賽             | 127    | 韋達   | 14   | 4    | 1:22.7    | 2 1/4  | 快捷勝       |
| 13/11/2005 | 沙田 | 草1400 |      | 第三班讓賽             | 125    | 韋達   | 14   | 2    | 1:22.7    | 頭位   | 富士晨曦     |
| 11/12/2005 | 沙田 | 草1400 |      | 第三班讓賽             | 129    | 蘇銘倫 | 13   | 6    | 1:23.1    | 3      | 龍冠         |
| 7/1/2006   | 沙田 | 草1600 |      | 第三班讓賽             | 129    | 蘇銘倫 | 14   | 1    | 1:35.2    | 3 3/4  | （喜德寶）   |
| 31/1/2006  | 沙田 | 草1600 |      | 第二班讓賽             | 120    | 蘇銘倫 | 14   | 2    | 1:35.5    | 1 3/4  | 自然好       |
| 22/2/2006  | 沙田 | 草2000 |      | 第二班讓賽             | 127    | 蘇銘倫 | 13   | 6    | 2:03.8    | 2 1/2  | 富士晨曦     |
| 26/3/2006  | 沙田 | 草2000 | HKG1 | 香港打吡大賽           | 126    | 韋達   | 14   | 8    | 2:05.6    | 6 3/4  | 爆冷         |
| 23/4/2006  | 沙田 | 草2000 |      | 第二班讓賽             | 126    | 鄧迪   | 12   | 3    | 2:03.7    | 1/2    | 安翹         |
| 16/9/2006  | 沙田 | 草1600 |      | 第一班讓賽             | 114    | 杜鵬志 | 10   | 1    | 1:33.9    | 1 1/4  | （出奇）     |
| 18/10/2006 | 沙田 | 草1800 |      | 婦女銀袋賽（1班）      | 125    | 杜鵬志 | 14   | 2    | 1:46.6    | 頸位   | 終身美麗     |
| 4/11/2006  | 沙田 | 草1600 |      | 樂聲盃（1班）          | 127    | 杜鵬志 | 14   | 5    | 1:34.2    | 2 1/4  | 小武士       |
| 20/1/2007  | 沙田 | 草1600 |      | 第一班讓賽             | 123    | 杜利萊 | 14   | 1    | 1:33.9    | 1/2    | （小武士）   |
| 20/2/2007  | 沙田 | 草1400 |      | 賀年盃（1班）          | 123    | 杜利萊 | 11   | 1    | 1:20.9    | 1 1/4  | （再戰群雄） |
| 18/3/2007  | 沙田 | 草1600 | HKG2 | 主席錦標               | 123    | 杜利萊 | 7    | 1    | 1:34.2    | 1/2    | （好利威）   |
| 29/4/2007  | 沙田 | 草1700 | G1   | 冠軍一哩賽             | 126    | 杜利萊 | 9    | 5    | 1:34.9    | 1 1/2  | 步步穩       |
| 3/6/2007   | 東京 | 草1600 | GI   | 安田紀念賽             | 58     | 冼毅力 | 18   | 7    | 1:32.8    | 3 1/2  | 大和主將     |
| 21/10/2007 | 沙田 | 草1600 | HKG3 | 沙田錦標               | 126    | 杜利萊 | 14   | 2    | 1:33.0    | 1 1/4  | 紙醉金迷     |
| 17/11/2007 | 沙田 | 草1600 | HKG2 | 香港一哩錦標預賽       | 123    | 杜利萊 | 11   | 1    | 1:33.2    | 頸位   | （俊歡騰）   |
| 9/12/2007  | 沙田 | 草1600 | G1   | 香港一哩錦標           | 126    | 杜利萊 | 13   | 1    | 1:34.5    | 短馬頭 | （奇速達）   |
| 20/1/2008  | 沙田 | 草1600 | HKG1 | 董事盃                 | 126    | 杜利萊 | 8    | 1    | 1:34.3    | 1 1/4  | （俊歡騰）   |
| 16/3/2008  | 沙田 | 草1400 | HKG1 | 女皇銀禧紀念盃         | 126    | 杜利萊 | 12   | 1    | 1:21.3    | 1/2    | （蓮華生輝） |
| 27/4/2008  | 沙田 | 草1600 | G1   | 冠軍一哩賽             | 126    | 杜利萊 | 10   | 1    | 1:33.5    | 1      | （好利威）   |
| 8/6/2008   | 東京 | 草1600 | GI   | 安田紀念賽             | 58     | 杜利萊 | 18   | 17   | 1:35.1    | 15     | 伏特加       |
| 26/10/2008 | 沙田 | 草1600 | HKG3 | 沙田錦標               | 133    | 杜利萊 | 13   | 6    | 1:35.16   | 2 3/4  | 爆冷         |
| 23/11/2008 | 沙田 | 草1600 | HKG2 | 香港一哩錦標預賽       | 128    | 杜利萊 | 8    | 3    | 1:33.96   | 4 1/4  | 再領風騷     |
| 14/12/2008 | 沙田 | 草1600 | G1   | 香港一哩錦標           | 126    | 蘇銘倫 | 14   | 1    | R1:32.71  | 2 1/2  | （步步穩）   |
| 24/1/2009  | 沙田 | 草1600 | G1   | 董事盃                 | 126    | 蘇銘倫 | 12   | 1    | 1:33.29   | 1 3/4  | （友誼至上） |
| 15/3/2009  | 沙田 | 草1400 | HKG1 | 女皇銀禧紀念盃         | 126    | 蘇銘倫 | 13   | 2    | 1:21.12   | 3/4    | 再領風騷     |
| 26/4/2009  | 沙田 | 草1600 | G1   | 冠軍一哩賽             | 126    | 蘇銘倫 | 11   | 4    | 1:35.10   | 3/4    | 勝眼光       |
| 25/10/2009 | 沙田 | 草1600 | HKG3 | 沙田錦標               | 133    | 杜利萊 | 13   | 7    | 1:35.17   | 3      | 包裝大師     |
| 22/11/2009 | 沙田 | 草1600 | HKG2 | 香港一哩錦標預賽       | 128    | 杜利萊 | 10   | 3    | 1:34.92   | 1-1/2  | 友誼至上     |
| 13/12/2009 | 沙田 | 草1600 | G1   | 香港一哩錦標           | 126    | 杜利萊 | 14   | 1    | 1:34.60   | 1/2    | （鳥語花香） |
| 31/1/2009  | 沙田 | 草1600 | HKG1 | 董事盃                 | 126    | 杜利萊 | 12   | 3    | 1:34.06   | 1/2    | 友誼至上     |
| 28/2/2009  | 沙田 | 草2000 | HKG1 | 香港金盃               | 126    | 都爾   | 11   | 4    | 2:01.96   | 2-1/4  | 閒話一句     |
| 27/3/2009  | 美丹 | 草1800 | G1   | 杜拜免稅店盃           | 57公斤 | 馬偉昌 | 16   | 8    | (1.50.84) | 7      | 北方之星     |
| 25/4/2010  | 沙田 | 草1600 | G1   | 冠軍一哩賽             | 126    | 馬偉昌 | 12   | 8    | 1:34.28   | 3-3/4  | 步步穩       |
| 1/10/2010  | 沙田 | 草1400 | HKG3 | 國慶盃                 | 130    | 杜利萊 | 14   | 8    | 1:21.57   | 7-1/4  | 天久         |
| 21/11/2010 | 沙田 | 草1600 | G2   | 馬會一哩錦標           | 123    | 杜利萊 | 12   | 8    | 1:35.15   | 5      | 步步穩       |
| 12/12/2010 | 沙田 | 草1600 | G1   | 香港一哩錦標           | 126    | 杜利萊 | 13   | 10   | 1:35.46   | 4-1/4  | 締造美麗     |
| 30/1/2011  | 沙田 | 草1600 | HKG1 | 董事盃                 | 126    | 勞愛德 | 12   | 6    | 1:35.28   | 2-1/4  | 締造美麗     |
| 6/3/2011   | 沙田 | 草1400 | HKG1 | 女皇銀禧紀念盃         | 126    | 莫狄   | 10   | 7    | 1:22.13   | 2-1/2  | 締造美麗     |
| 25/4/2011  | 沙田 | 草1600 | G1   | 冠軍一哩賽             | 126    | 勞愛德 | 14   | 14   | 1:35.54   | 5-1/4  | 軍事攻略     |

R：場地紀錄時間

## 其他
馬主袁仕傑成立慈善組織好爸爸有限公司，為中國雪災、2008年四川大地震籌款。另外亦將部份籌款協調舉辦香港馬術比賽。